# Leonidas van Rodos
Leonidas van Rodos (Oudgrieks: Λεωνίδας ὁ Ρόδιος; 188 v.Chr.) was een van de beroemdste olympische hardlopers.
Tijdens vier opeenvolgende Olympische Spelen in de oudheid was hij de kampioen van drie hardlooptitels bij de onderdelen stadion (ongeveer 200 meter rennen), diaulos (ongeveer 400 meter rennen) en hoplitodromos (met een harnas aan rennen). Hij kreeg de titel triastes (iemand die drievoudig won tijdens een evenement). In totaal won hij dus 12 olympische titels, waarmee hij de succesvolste olympische kampioen in de oudheid was.
Tijdens de Olympische Spelen van 2016 in Rio de Janeiro brak de Amerikaanse zwemmer Michael Phelps het 2168 jaar oude record van Leonidas toen hij zijn 13e individuele gouden medaille won op 11 augustus 2016.